# Friul

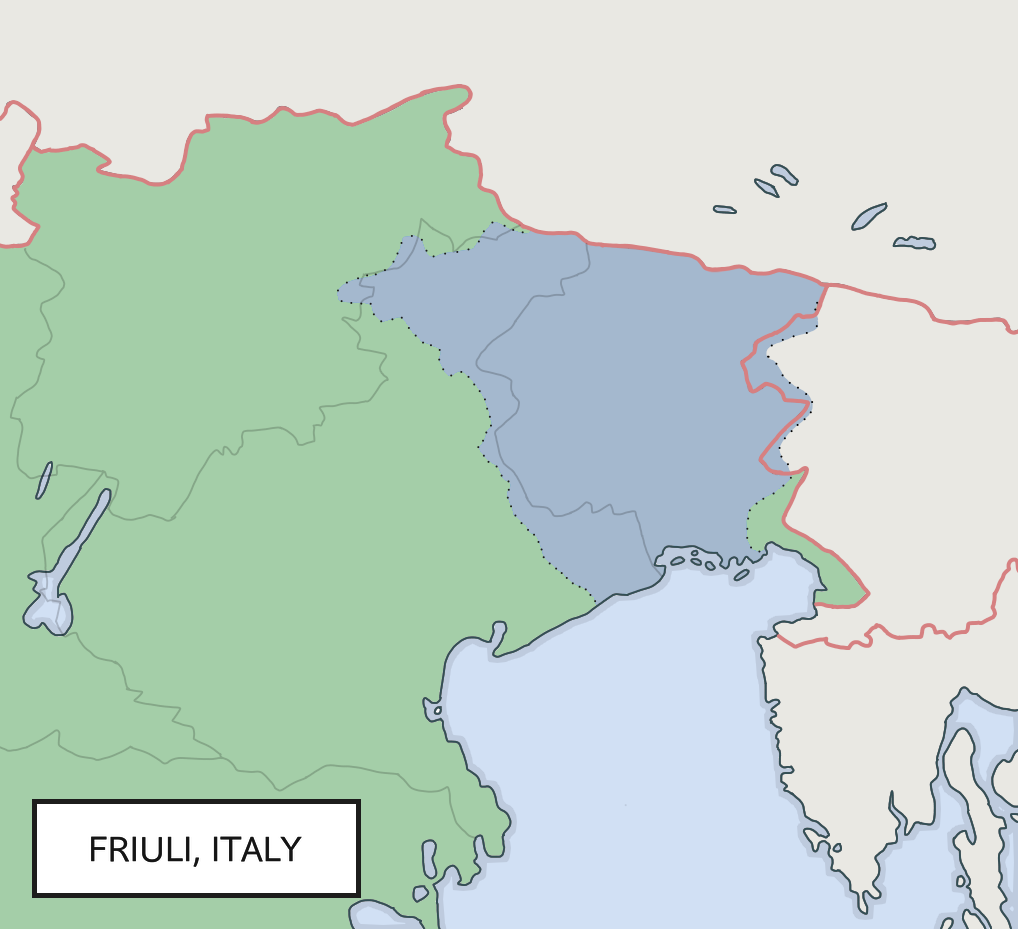
Friûl em Europa

O Friul (em italiano Friuli, em friulano Friûl) é uma região histórica do nordeste da Itália que ocupa a grande parte da região administrativa do Friul-Veneza Júlia. A capital histórica do Friul é a cidade de Údine.
Geograficamente, o Friul faz fronteira com a Veneza Júlia a sudeste, com o Vêneto a oeste, com a Eslovênia a leste e com a Áustria a norte.